# Winter World University Games 2025/Teilnehmer (Großbritannien)
| Gelbes Symbol für Goldmedaillen mit stilisierten Olympischen Ringen | Graues Symbol für Silbermedaillen mit stilisierten Olympischen Ringen | Braundes Symbol für Bronzemedaillen mit stilisierten Olympischen Ringen |
| ------------------------------------------------------------------- | --------------------------------------------------------------------- | ----------------------------------------------------------------------- |
| 1                                                                   | 2                                                                     | —                                                                       |

Das Vereinigte Königreich nahm mit 49 Athleten (14 Männer und 35 Frauen) an den Winter World University Games 2025 in Turin teil.

## Medaillen

### Medaillenspiegel
| Rang   | Sportart         | Gold | Silber | Bronze | Gesamt |
| ------ | ---------------- | ---- | ------ | ------ | ------ |
| 1      | Curling          | 1    | —      | —      | 1      |
| 2      | Freestyle-Skiing | —    | 1      | —      | 1      |
| 2      | Snowboard        | —    | 1      | —      | 1      |
| Gesamt | Gesamt           | 1    | 2      | 0      | 3      |

### Medaillengewinner
| Name/n                   | Sportart         | Wettkampf     |
| ------------------------ | ---------------- | ------------- |
| Gold                     |                  |               |
| Robyn Munro Orrin Carson | Curling          | Mixed Doubles |
| Silber                   |                  |               |
| Lara Shaw                | Freestyle-Skiing | Slopestyle    |
| Holley Smith             | Snowboard        | Big Air       |

## Teilnehmer nach Sportarten

### Biathlon
| Athleten                 | Wettbewerbe          | Zeit        | Fehler        | Rang |
| ------------------------ | -------------------- | ----------- | ------------- | ---- |
| Frauen                   |                      |             |               |      |
| Cara Loates              | 7,5 km Sprint        | 30:24,1 min | 7 (3+4)       | 47   |
| Cara Loates              | 10 km Verfolgung     | 49:24,2 min | 3 (0+1+1+1)   | 35   |
| Cara Loates              | 12,5 km Einzel       | 46:13,0 min | 7 (3+1+1+2)   | 33   |
| Männer                   |                      |             |               |      |
| Ethan Clarke             | 10 km Sprint         | 29:25,5 min | 6 (3+3)       | 41   |
| Ethan Clarke             | 12,5 km Verfolgung   | LAP         | LAP           | LAP  |
| Ethan Clarke             | 15 km Einzel         | 52:41,0 min | 11 (3+3+2+3)  | 44   |
| Mixed                    |                      |             |               |      |
| Cara Loates Ethan Clarke | Single-Mixed-Staffel | LAP         | 0+6 (0+4 0+2) | 14   |

### Curling
| Wettbewerb   | Frauen | Männer | Mixed-Doppel                                                                                      |
| ------------ | --- | --- | ------------------------------------------------------------------------------------------------- |
| Athleten     | Laura Watt Amy Mitchell Holly Wilkie-Milne Lisa Davie Cara Davidson                                                 | Arran Thomson Ross Craik Kaleb Johnson Rory MacNair Fraser Swanson                                                     | Robyn Munro Orrin Carson                                                                          |
| Gruppenphase | Südkorea 3:6 China 7:8 Kanada 1:11 Norwegen 3:6 Japan 6:3 Vereinigte Staaten 8:4 Polen 7:4 Italien 5:2 Schweden 6:9 | Südkorea 3:5 Ukraine 8:6 China 5:6 Norwegen 3:8 Schweden 5:7 Italien 4:7 Schweiz 3:4 Vereinigte Staaten 4:7 Kanada 3:2 | Vereinigte Staaten 7:6 Schweiz 8:5 Deutschland 4:10 Kanada 7:6 Italien 9:3 Japan 9:6 Norwegen 7:5 |
| Halbfinale   | ausgeschieden | ausgeschieden | Italien 6:3                                                                                       |
| Finale       | ausgeschieden | ausgeschieden | Deutschland 10:8                                                                                  |
| Rang         | 7 | 9 | Gold                                                                                              |

### Eishockey
| Wettbewerb               | Frauen |
| ------------------------ | --- |
| Athleten                 | Georgia Ashton Holly Bihun Jessica Mulloy Sophie Games Madison Wright Jazmin Little Grace Ralphs Kaitlyn Morrison Madison Troup Caitlin Stocks Matilda Revell Chloe Carter Eleanor Cooper Ketziah Robinson Emily Luck Ishbel Wright Charlotte Cramp Vivian McGee Charlotte Sims Claire Turnbull Leonie Charles Amy Kingsbury |
| Gruppenphase             | Kanada 0:14 Slowakei 0:20 Chinesisch Taipeh 0:8 |
| Halbfinale Platz 5 bis 8 | Vereinigte Staaten 0:14 |
| Spiel um Platz 7         | Chinesisch Taipeh 0:6 |
| Rang                     | 8 |

### Freestyle-Skiing
| Athleten       | Wettbewerbe | Qualifikation | Qualifikation | Finale        | Finale        | Rang   |
| Athleten       | Wettbewerbe | Punkte        | Rang          | Punkte        | Rang          | Rang   |
| -------------- | ----------- | ------------- | ------------- | ------------- | ------------- | ------ |
| Frauen         |             |               |               |               |               |        |
| Olivia Burke   | Big Air     | DNS           | DNS           | DNS           | DNS           | DNS    |
| Olivia Burke   | Slopestyle  | 48,75         | 10            | ausgeschieden | ausgeschieden | 10     |
| Thea Fenwick   | Big Air     | 64,50         | 8             | ausgeschieden | ausgeschieden | 8      |
| Thea Fenwick   | Slopestyle  | 60,25         | 7             | ausgeschieden | ausgeschieden | 7      |
| Grace Harrison | Big Air     | 61,25         | 9             | ausgeschieden | ausgeschieden | 9      |
| Grace Harrison | Slopestyle  | 51,50         | 9             | ausgeschieden | ausgeschieden | 9      |
| Lara Shaw      | Big Air     | 75,00         | 3             | DNS           | DNS           | 5      |
| Lara Shaw      | Slopestyle  | 88,00         | 2             | 82,75         | 2             | Silber |
| Männer         |             |               |               |               |               |        |
| Luke Burke     | Big Air     | 46,75         | 11            | 72,75         | 7             | 7      |
| Luke Burke     | Slopestyle  | 17,50         | 15            | ausgeschieden | ausgeschieden | 15     |
| Edward Myles   | Big Air     | 73,00         | 7             | 2350          | 11            | 11     |
| Edward Myles   | Slopestyle  | 69,25         | 7             | 59,25         | 9             | 9      |

### Ski Alpin
| Athleten           | Wettbewerbe        | 1. Lauf     | 1. Lauf | 2. Lauf     | 2. Lauf | Gesamt      | Gesamt |
| Athleten           | Wettbewerbe        | Zeit        | Rang    | Zeit        | Rang    | Zeit        | Rang   |
| ------------------ | ------------------ | ----------- | ------- | ----------- | ------- | ----------- | ------ |
| Frauen             |                    |             |         |             |         |             |        |
| Lois Jackson       | Riesenslalom       | 1:06,07 min |         | 1:05,40 min |         | 2:11,47 min | 23     |
| Lois Jackson       | Slalom             | 42,38 s     | 34      | 41,95 s     | 34      | 1:24,33 min | 31     |
| Männer             |                    |             |         |             |         |             |        |
| Owen Vinter        | Super-G            | —           | —       | —           | —       | DNF         | DNF    |
| Owen Vinter        | Riesenslalom       | 1:03,47 min | 37      | DNF         | DNF     | DNF         | DNF    |
| Owen Vinter        | Alpine Kombination | 59,29 s     | 9       | 42,48 s     | 19      | 1:41,77 min | 14     |
| Louis De Pourtales | Riesenslalom       | 1:04,34 min | 47      | 1:05,17 min | 41      | 2:09,51 min | 42     |
| Louis De Pourtales | Slalom             | DNF         | DNF     | DNF         | DNF     | DNF         | DNF    |
| Toby Jennings      | Riesenslalom       | 1:03,81 min | 38      | 1:04,82 min | 32      | 2:08,63 min | 37     |
| Toby Jennings      | Super-G            | —           | —       | —           | —       | 1:02,59 min | 39     |
| Toby Jennings      | Slalom             | DNF         | DNF     | DNF         | DNF     | DNF         | DNF    |
| Toby Jennings      | Alpine Kombination | 1:02,04 min | 41      | DNF         | DNF     | DNF         | DNF    |

### Skilanglauf
| Athleten       | Wettbewerbe    | Zeit        | Rang |
| -------------- | -------------- | ----------- | ---- |
| Frauen         |                |             |      |
| Hannah McHugh  | 10 km Freistil | 35:47,5 min | 62   |
| Männer         |                |             |      |
| Logan Duncan   | 10 km Freistil | 28:54,8 min | 88   |
| William Hughes | 10 km Freistil | 27:39,6 min | 75   |

| Athleten                   | Wettbewerbe         | Qualifikation | Qualifikation | Viertelfinale | Viertelfinale | Halbfinale    | Halbfinale    | Finale        | Finale        | Rang |
| Athleten                   | Wettbewerbe         | Zeit          | Rang          | Zeit          | Rang          | Zeit          | Rang          | Zeit          | Rang          | Rang |
| -------------------------- | ------------------- | ------------- | ------------- | ------------- | ------------- | ------------- | ------------- | ------------- | ------------- | ---- |
| Frauen                     |                     |               |               |               |               |               |               |               |               |      |
| Hannah McHugh              | Sprint klassisch    | 4:09,01 min   | 52            | ausgeschieden | ausgeschieden | ausgeschieden | ausgeschieden | ausgeschieden | ausgeschieden | 52   |
| Männer                     |                     |               |               |               |               |               |               |               |               |      |
| William Hughes             | Sprint klassisch    | 3:31,60 min   | 74            | ausgeschieden | ausgeschieden | ausgeschieden | ausgeschieden | ausgeschieden | ausgeschieden | 74   |
| Mixed                      |                     |               |               |               |               |               |               |               |               |      |
| Logan Duncan Hannah McHugh | Teamsprint Freistil | 8:30,31 min   | 33            | —             | —             | —             | —             | ausgeschieden | ausgeschieden | 33   |

### Snowboard
| Athleten        | Wettbewerbe | Qualifikation | Qualifikation | Finale        | Finale        | Rang   |
| Athleten        | Wettbewerbe | Punkte        | Rang          | Punkte        | Rang          | Rang   |
| --------------- | ----------- | ------------- | ------------- | ------------- | ------------- | ------ |
| Frauen          |             |               |               |               |               |        |
| Holley Smith    | Big Air     | 90,00         | 1             | 78,25         | 2             | Silber |
| Holley Smith    | Slopestyle  | DNS           | DNS           | DNS           | DNS           | DNS    |
| Männer          |             |               |               |               |               |        |
| Fraser Jamieson | Big Air     | 35,50         | 15            | ausgeschieden | ausgeschieden | 15     |
| Fraser Jamieson | Slopestyle  | 22,75         | 17            | ausgeschieden | ausgeschieden | 17     |
| Logan King      | Big Air     | 16,00         | 17            | ausgeschieden | ausgeschieden | 17     |
| Logan King      | Slopestyle  | 42,25         | 16            | ausgeschieden | ausgeschieden | 16     |